# Ravnice (Novi Grad)
Ravnice (szerbül: Pавнице), falu Bosznia-Hercegovinában, Bosanska krajina területén, Novi Grad községben, a Szerb Köztársaságban. 

## Fekvése
Bosznia-Hercegovina nyugati részén, Banja Lukától légvonalban 71, közúton 92 km-re északnyugatra, községközpontjától 8 km-re északra, az Una jobb partján és a tőle keletre fekvő dombvidéken, 120 – 240 méteres tengerszint feletti magasságban fekszik. A Novi Grad - Kostajnica főúton kívül áthalad rajta a Novi Grad – Kostajnica vasútvonal is. Több, kis településből áll. 

## Népessége
| Nemzetiségi csoport | Népesség 1991 | Népesség 2013 |
| ------------------- | ------------- | ------------- |
| Szerb               | 631           | 595           |
| Bosnyák             | 0             | 0             |
| Horvát              | 2             | 1             |
| Jugoszláv           | 4             | 0             |
| Egyéb               | 2             | 4             |
| Összesen            | 639           | 600           |

## Története
A település 1878-ig tartozott az Oszmán Birodalomhoz, ekkor a berlini kongresszus határozata alapján az Osztrák-Magyar Monarchia része lett. 1879-ben az első osztrák-magyar népszámlálás során a Kostajnicai járáshoz tartozó Novi község részeként a településnek 29 háztartása, 300 ortodox szerb, 1 muzulmán és 19 katolikus horvát lakosa volt. 1910-ben a Novi járásba tartozó községben, Poljavnicán 85 háztartást, 494 ortodox szerb, 11 muszlim és 7 katolikus horvát lakost találtak.
A monarchia szétesésével 1918-ben előbb a Szerb-Horvát-Szlovén Királyság, majd 1929-től a Jugoszláv Királyság része. 1921-ben a községnek 81 háztartása és 543 lakosa volt. Jugoszlávia megszállása után a falu a Független Horvát Állam (NDH) része lett. 1941 augusztusában a faluba bevonuló usztasák a falu 159 férfi lakosát  mészárolták le. 1945-től a település a szocialista Jugoszlávia része volt. A Bosznia-Hercegovinában zajló polgárháború idején a település a Boszniai Szerb Köztársaság része volt. A daytoni békeszerződést követő területfelosztásnál a település, Novi Grad község részeként a Szerb Köztársaság területéhez került.